# Тростянецкая сельская община
Тростянецкая сельская общи́на (укр. Тростянецька сільська громада) — территориальная община в Стрыйском районе Львовской области Украины.
Административный центр — село Тростянец.
Население составляет 7 278 человек. Площадь — 189,6 км².
Тростянецкая община — одна из общин, центрами которых стали села, которые до того не были центрами сельсоветов.

## Населённые пункты
В состав общины входит 1 посёлок (Липовка) и 16 сёл:
- Бродки
- Великая Воля
- Глуховец
- Демня
- Добряны
- Дуброва
- Заклад
- Илов
- Красов
- Лубяна
- Малая Воля
- Поляна
- Стольско
- Сухая Долина
- Тернополье
- Тростянец